# April 2006
Dit artikel geeft een chronologisch overzicht van alle belangrijke gebeurtenissen per dag in de maand april van het jaar 2006.

## Gebeurtenissen

### 2 april
- De voorzitter van GroenLinks, Herman Meijer treedt af vanwege de affaire-Pormes.
- De Nederlandse minister-president Balkenende legt de komende vijf dagen een officieel bezoek aan Australië af.
- Nina Schenk von Stauffenberg overlijdt op 92-jarige leeftijd in Bamberg.

### 3 april
- In zeven regio's in Tsjechië is de noodtoestand uitgeroepen in verband met de hoge waterstand.

### 4 april
- De vos heeft in Nederland niet langer een beschermde status.
- De Thaise premier Thaksin Shinawatra deelt mee dat hij zijn ambt zal neerleggen. Reden is de voor zijn partij (Thai Rak Thai) tegenvallende verkiezingsuitslag.
- In het proces tegen voormalige voorlieden van Ahold waaronder oud-voorzitter Cees van der Hoeven, worden gevangenisstraffen van 12 tot 20 maanden geëist.

### 5 april
- Rita Verdonk heeft zich op een persconferentie tijdens de BouwRAI in Amsterdam officieel kandidaat gesteld als lijsttrekker voor de VVD.

### 6 april
- De aanleg van een snelle treinverbinding, de zogenoemde Zuiderzeelijn tussen Schiphol/Amsterdam en Groningen gaat niet door.
- Een schip met waarschijnlijk meer dan 200 passagiers aan boord is voor de kust van het Afrikaanse land Djibouti gekapseisd. Ten minste een zeventigtal mensen hebben dit niet overleefd, de rest wordt nog vermist.
- Er vallen 10 doden en 49 gewonden bij een aanslag met een bomauto in Irak.
- In het zuiden van Vietnam vallen er minstens 9 doden en 17 gewonden in 2 busjes die frontaal op elkaar inreden en daarna ontploft zijn.

### 7 april
- In heel Frankrijk wordt er door jongeren geprotesteerd tegen de nieuwe arbeidswet. De bevolking van Frankrijk is het er niet mee eens dat de regering de arbeidswet niet wil laten vallen of wijzigen.

### 8 april
- Drie alternatieve artsen zijn schuldig bevonden aan de dood van Sylvia Millecam, die in 2001 overleed aan borstkanker, en mogen hun ambt (tijdelijk) niet meer uitvoeren.
- Een terroristische aanslag op de San Petronio–basiliek in Bologna en de metro in Milaan wordt verijdeld. In deze basiliek bevindt zich een 15de–eeuwse muurschildering die volgens sommige moslimgroepen beledigend is, omdat Mohammed erop wordt afgebeeld terwijl hij in de hel door demonen verslonden wordt.
- Israël arresteert Palestijnse minister Khaled Abu Arafa. Hij wordt opgepakt omdat hij als inwoner van Oost-Jeruzalem niet vanuit Israël naar gebieden in de Westelijke Jordaanoever mag reizen die bestuurd worden door de Palestijnse Autoriteit.
- President Loekasjenka van Wit-Rusland legt zijn derde ambtseed af.
- De Servische oppositieleider wil een onafhankelijk Kosovo.
- De Rolling Stones geven voor de eerste keer een concert in China.
- De oppositie in Thailand eist nietigheid van de verkiezingen. De reden daarvoor is dat de drie grote oppositiepartijen die geboycot hebben. De verkiezingen werden gewonnen door de Thai Rak Thai. Dat is de partij van de inmiddels afgetreden premier Thaksin Shinawatra. Ze willen dit regime niet meer voortzetten, omdat ze bang zijn dat heel de politiek in Thailand anders lamgelegd zal worden.
- Indonesië versoepelt de visumplicht voor Nederlanders en inwoners van een paar andere landen.

### 9 april
- De Keniase langeafstandsloper Sammy Korir is met 2:06.38 de snelste in de 26e editie van de marathon van Rotterdam. Bij de vrouwen zegeviert de Ethiopische Mindaye Gishu in een tijd van 2:28.29.
- Fabian Cancellara wint de 104de editie van Parijs-Roubaix.
- PSV wint de Nederlandse voetbalcompetitie.
- In Italië worden parlementsverkiezingen gehouden.
- Minister van Defensie Kim Il-Chol van Noord-Korea dreigt de Verenigde Staten met een preventieve aanval.
- Bij de parlementsverkiezingen in Hongarije eist premier Ferenc Gyurcsány namens zijn socialistische MSZP de overwinning op.

### 10 april
- President Chirac van Frankrijk geeft toe aan de protesten en vervangt de omstreden jongerenwet, die werkgevers de mogelijkheid gaf om werknemers eerder te kunnen ontslaan.
- Ruim 100 gevallen van vogelpest worden geconstateerd in Myanmar.
- De Britse minister van Financiën Gordon Brown maakt bekend dat de komende tien jaar 15 miljard dollar opzij wordt gezet voor onderwijs in arme landen.
- Een Chileense rechter klaagt 14 leiders van de voormalige Duitse kolonie Colonia Dignidad in Chili aan voor schending van de mensenrechten ten tijde van de dictatuur van oud-generaal Augusto Pinochet.

### 11 april
- Bernardo Provenzano, de hoogste maffiabaas van Sicilië, is gearresteerd nadat hij ruim veertig jaar uit handen van de Italiaanse justitie had weten te blijven.
- De Venus Express, een eerste ruimtemissie van de ESA, is in een baan om de planeet Venus gebracht.
- De Iraanse president Mahmoud Ahmadinejad deelt op de Iraanse tv mee dat er in zijn land voor de eerste maal uranium is verrijkt.
- Romano Prodi wint de verkiezingen met zijn partij de Centrumlinkse Unie voor de Kamer van Afgevaardigden en de Senaat in Italië.

### 12 april
- Volgens een begin mei uit te zenden documentaire van de Britse omroep BBC zouden 15 000 personen in New York door de terroristische aanslagen op 11 september 2001 nog altijd last hebben van hun gezondheid.
- In het Brusselse Centraal Station wordt de 17-jarige Joe Van Holsbeeck vermoord. Twee naar later bleek Poolse jongeren wilden zijn mp3-speler hebben en gaven hem 5 messteken, omdat hij het toestel niet wilde afgeven. Joe stierf enkele uren later in het ziekenhuis. Zie ook: mp3-moord.

### 13 april
- Veel steden langs de Donau, vooral in Bulgarije, krijgen last van hoog water.

### 14 april
- Baanwielrennen: Bij het wereldkampioenschap wint Theo Bos goud op het onderdeel keirin.
- Ariël Sharon, die sinds 4 januari in coma ligt, is officieel geen premier meer van Israël.

### 15 april
- De Italiaanse premier Silvio Berlusconi geeft nog steeds zijn verkiezingsnederlaag niet toe.

### 18 april
- De Keukenhof in Lisse heeft vanaf Goede Vrijdag tot en met tweede paasdag meer dan 80 000 bezoekers getrokken. Meest Duitsers, Fransen, Aziaten en Nederlanders.
- De Amsterdamse PvdA-wethouder Ahmed Aboutaleb wil bijstand voor boerkadraagsters afschaffen.

### 20 april
- In België wordt een wetsontwerp om adoptie door mensen van hetzelfde geslacht mogelijk te maken goedgekeurd door de Senaat.

### 21 april
- Joe Van Holsbeeck, de Belgische tiener die op 12 april tijdens het spitsuur in het station Brussel-Centraal werd vermoord voor zijn mp3-speler, wordt begraven.
- De Amsterdamse rechtbank oordeelt in hoger beroep dat de Nederlandse minister Verdonk juist heeft gehandeld in de veelbesproken zaak-Taida.

### 22 april
- Voor de tweede keer in een week tijd is een ultralight-vliegtuigje gecrasht in het Groningse Stadskanaal.

### 23 april
- In Brussel lopen 80.000 mensen mee in de stille mars ter herdenking van Joe Van Holsbeeck, de Belgische tiener die tijdens het spitsuur op station Brussel-Centraal werd vermoord voor zijn mp3-speler.
- Columniste Ebru Umar is op 21 april in Amsterdam mishandeld door twee jongens van Marokkaanse afkomst.

### 24 april
- Europese archeologen zijn tot de conclusie gekomen dat de Bosnische heuvel Visočica een door mensen gebouwde piramide is.
- In de Egyptische toeristische badplaats Dahab aan de Golf van Akaba vinden drie explosies plaats, vermoedelijk door aanslagen, waarbij minstens 30 doden en circa 150 gewonden vallen.

### 26 april
- Erkenning van de Vlaamse Gebarentaal door het Vlaams Parlement.

### 27 april
- In Israël zijn de Kadima-partij van premier Olmert en de Arbeidspartij van Peretz tot een akkoord gekomen om een regering te gaan vormen.
- De vermoedelijke dader van de moord op Joe Van Holsbeeck is opgepakt in Polen.

### 28 april
- Taida Pasić die definitief geen tijdelijke verblijfsvergunning in Nederland heeft gekregen, is vanochtend van Luchthaven Schiphol naar de Bosnische hoofdstad Sarajevo vertrokken.
- Bernard Haitink wordt in september eerste dirigent van het Chicago Symphony Orchestra.
- Officieel is men vandaag in New York gestart met de bouw van de Freedom Tower die de plaats zal gaan innemen van de op 11 september 2001 verwoeste torens van het World Trade Center.

### 29 april
- Venezuela, Cuba en Bolivia hebben een handelsakkoord gesloten (het Bolivaars Alternatief voor Amerika) als tegenhanger van de voorgestelde Vrijhandelszone van de Amerika's.

### 30 april
- In Israël heeft de orthodox-joodse politieke partij Shas zich gevoegd bij de coalitie van premier Ehud Olmert zodat deze nu over een parlementaire meerderheid kan beschikken.

<< · januari · februari · maart · april · mei · juni · juli · augustus · september · oktober · november · december · >>